# Битва світів
Битва світів — китайський фентезійний бойовик 2021 року. Режисер Лу Ян; сценаристи Чень Шу і Юй Ян, продюсер Нін Хао. Світова прем'єра відбулася 12 лютого 2021 року; прем'єра в Україні — 17 червня 2021-го.

## Зміст
Молодий письменник Лу Кунвень, відомий завдяки серії фентезійних романів, береться за написання нової книги. У описаному ним новому фентазійному світі править Бог всевладдя. Загадковим чином події оповідання проникають в реальність, це загрожує руйнацією сучасного світу.

## Знімались
- Лей Цзяїн
- Ян Мі
- Донг Цзіцзян
- Лія Тонг